# قلعه کهنه (کاریزدر)
بقایای قلعه کهنه کاریز در مربوط به سده‌های میانه دوران‌های تاریخی پس از اسلام است و در شهرستان اسفراین، بخش بام وصفی آباد، دهستان بام، ۵۰۰ متری روستای کاریزدر واقع شده و این اثر در تاریخ ۲۶ دی ۱۳۸۶ با شمارهٔ ثبت ۲۰۶۰۰ به‌عنوان یکی از آثار ملی ایران به ثبت رسیده است.